# Спасо-Преображенская церковь (Цесис)

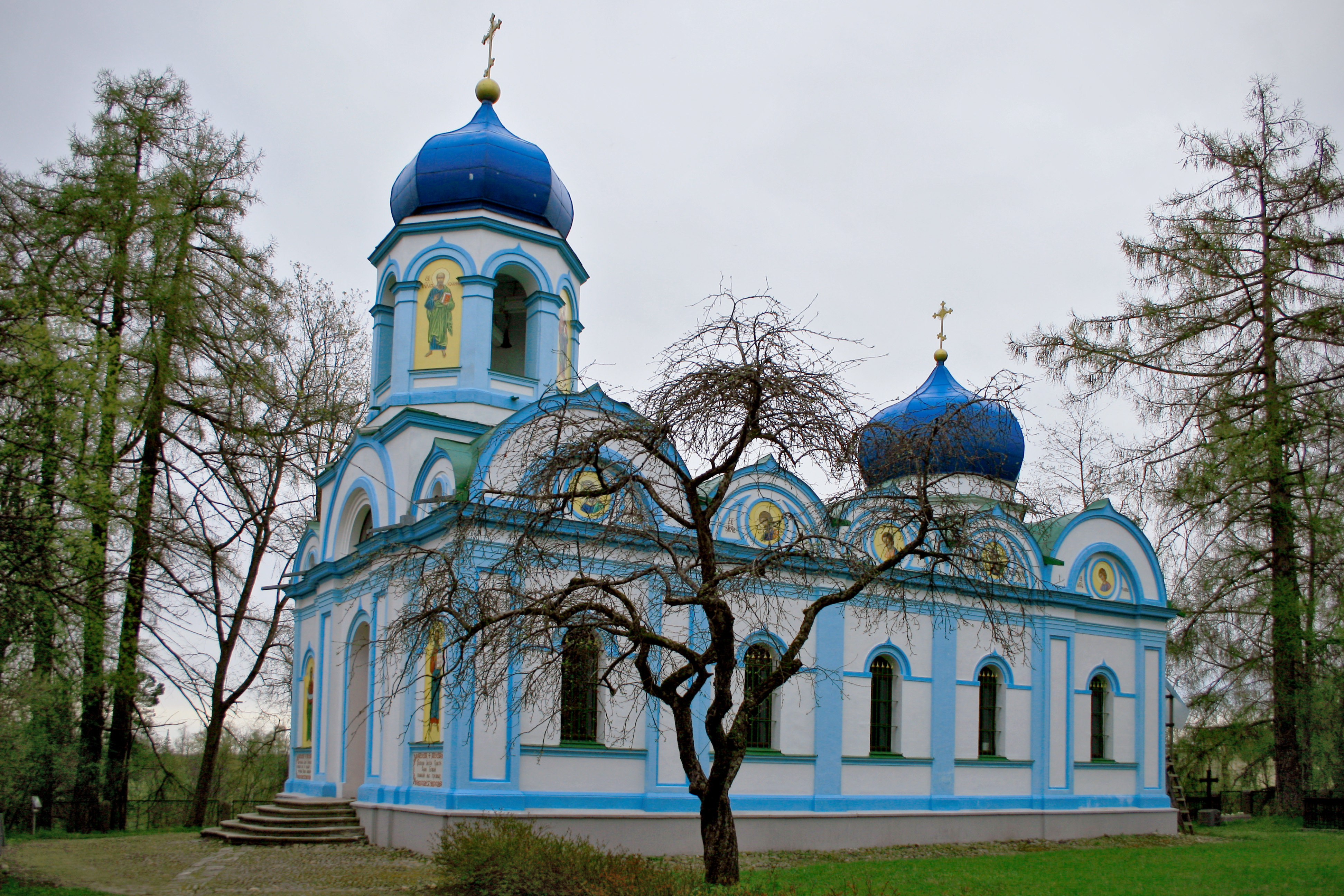
Спасо-Преображенская церковь

Спасо-Преображенская церковь – православный храм Цесиса, расположенный на северо-восточном холме парка, находящемся при Венденском замке. Находится на улице Паласта, 22.

## Строительство
Сперва на этом месте располагалась церковь Святой Екатерины, которая постепенно приходила в упадок в связи с войнами. В 1777 году крупные земельные наделы в Вендене были приобретены генерал-аншефом Карлом Ефимовичем Сиверсом, одним из ближайших сподвижников Екатерины Второй, видным представителем остзейского дворянства. Его сын Карл Карлович Сиверс, известный российский военачальник эпохи наполеоновских войн, женился на православной дворянке Елене Ивановне Дуниной, которая отличалась религиозным благочестием. Под влиянием супруги в 1842 году граф приказывает снести остатки церкви Святой Екатерины.
Вскоре на месте снесённой католической церкви начинается строительство православного храма в неовизантийских традициях.  Ряд исследователей считает, что православную церковь начали воздвигать по воле матери Карла Карловича Сиверса, Магды фон Менгден, которая поддерживала распространение православной веры на лифляндских территориях. Согласно семейной легенде, в  1812 году, когда армия под командованием Наполеона Бонапарта приближалась к Москве, она, будучи горячей патриоткой России, поклялась, что пожертвует довольно крупную сумму – 1 500 серебряных рублей – на воздвижение православного храма, если враг будет изгнан за пределы Российской империи. В итоге, после победы над захватчиком, Магда Сиверс пожертвовала обещанную сумму и дала распоряжение начать строительство православной святыни именно на парковом холме при венденской усадьбе. Всего к 1840 году на строительство Спасо-Преображенского храма было собрано 75 000 рублей. Известно, что одним из жертвователей был император Николай Первый, выделивший 1000 рублей на нужды церковного строительства. Столько же для этих целей пожертвовал Александр Христофорович Бенкендорф.
Строительство, начавшееся в 1842 году, благополучно завершилось 6 августа 1845 года, когда епископ Рижский Филарет (Гумилевский) освятил новую церковь.

## Стиль и интерьеры

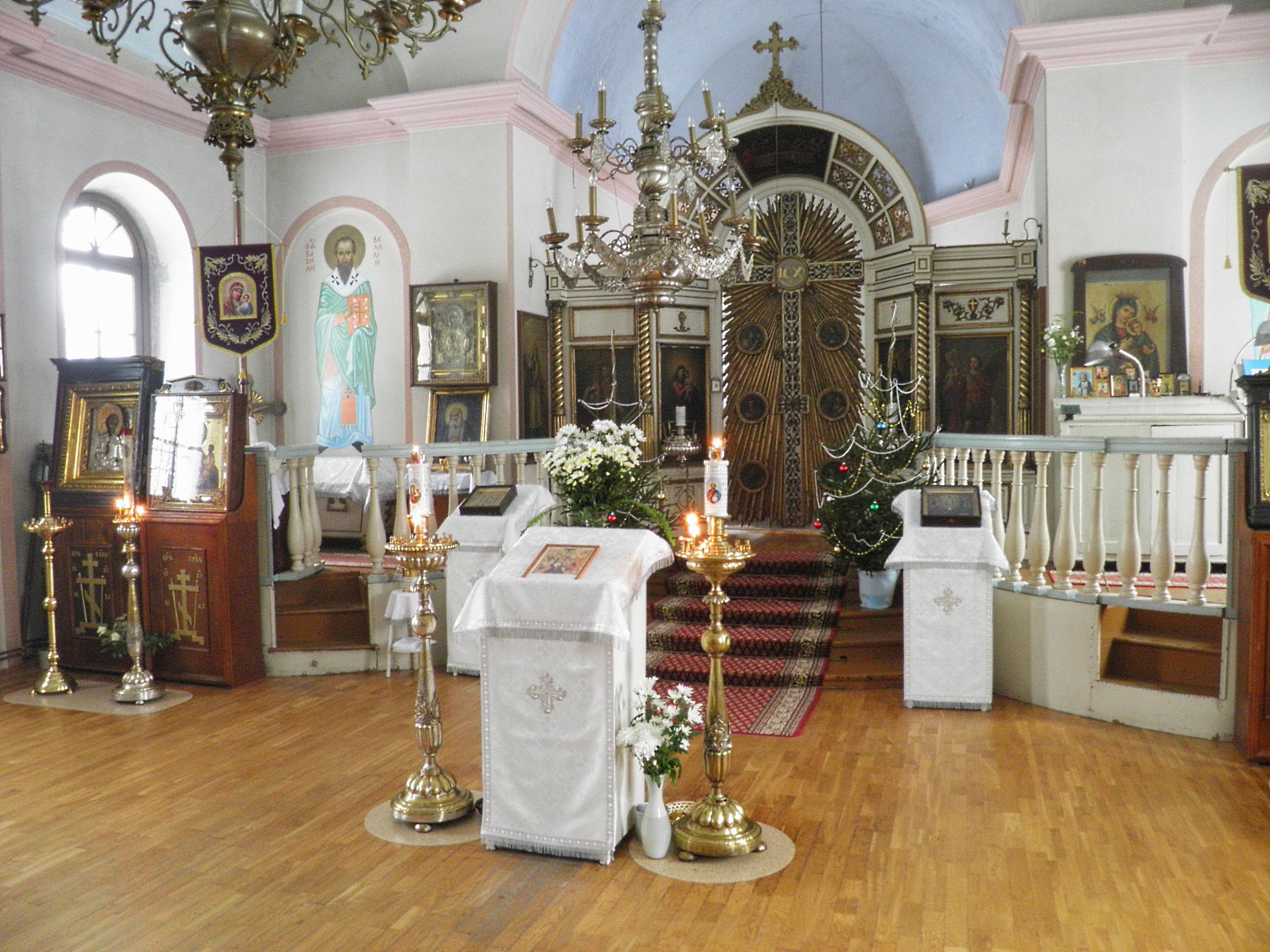
Интерьер

Спасо-Преображенская церковь была построена в неовизантийском стиле. Её стены выполнены из доломита. Она представляет собой четырёхугольное здание с приподнятой и выдающейся вперёд алтарной частью, которая разделена двумя стенами на три части. У западной стены располагается алтарная картина «Воскресение Христово». От прежнего строения — церкви Святой Катрины — сохранились только помещения для прихожан в готическом стиле. Над алтарными воротами — орнаментальное гипсовое украшение, покрытое тонким слоем позолоты.
Интерьеры православного храма были расписаны известным эстляндским живописцем Иоганом Кёлером — именно за эту работу он удостоился золотого диплома. По всей видимости, сперва граф Карл Сиверс заказал работу по росписи интерьеров церкви опытному мастеру из Риги, но впоследствии остался недовольным тем, что лица у ангелов у художника получались недостаточно выразительными, да и сам автор критически оценивал результаты своего труда. Вскоре друзья посоветовали Карлу Карловичу Сиверсу привлечь к росписи церковных помещений совсем молодого, но незаурядного живописца Иоганна Кёлера, который в это время получал образование в Вендене. В итоге именно Келер завершил работу по оформлению храма, а граф Сиверс высоко оценил его труд.
За храмовыми вратами находятся четыре иконы в круглом обрамлении. Иконы иконостаса были подарены императрицей Марией Фёдоровной и представителями семей Кутузовых, Шереметевых, Барклай де Толли; в связи с началом Первой мировой войны были перевезены в Псков.  Могилы представителей дворянского рода Сиверсов, владельцев венденских поместий, располагаются в церковном саду.